# Allium mozaffarianii
Allium mozaffarianii — вид рослин з родини амарилісових (Amaryllidaceae); ендемік пн.-зх. Ірану.

## Поширення
Ендемік північно-західного Ірану.